# Tapus (Pampangan)
Tapus is een bestuurslaag in het regentschap Ogan Komering Ilir van de provincie Zuid-Sumatra, Indonesië. Tapus telt 1722 inwoners (volkstelling 2010).